# Дворников, Антон Сергеевич
Антон Сергеевич Дворников (род. 26 мая 1979, Москва) — российский учёный, врач-дерматовенеролог, преподаватель, доктор медицинских наук (2013), профессор (2021). С 2013 является деканом лечебного факультета РНИМУ им. Н. И. Пирогова. Финалист конкурса управленцев «Лидеры России» в специализации «Здравоохранение» за 2020 год.

## Биография
Родился 26 мая 1979 года в семье врачей: отец, Сергей Кузьмич - врач-патологоанатом, мать, Елена Михайловна - врач-педиатр.
В 1996 году окончил лицейский (медицинский) класс средней общеобразовательной школы № 528 города Москва, где в течение двух лет занимался в кружке оперативной хирургии клуба «Юный медик».
В 1996 году поступил в Российский государственный медицинский университет на лечебный факультет, который окончил в 2002 году с отличием.
С 2002 по 2004 год обучался в клинической ординатуре на кафедре кожных и венерических болезней лечебного факультета РНИМУ им. Н. И. Пирогова.
С 2004 по 2005 год — аспирантура, а с 2005 по 2008 год — докторантура на кафедре кожных и венерических болезней лечебного факультета РНИМУ им. Н. И. Пирогова.
С 2013 года является деканом лечебного факультета Российского национального исследовательского медицинского университета имени Н. И. Пирогова.
С 2017 года — член клуба выпускников Второго медицинского университета.
С 2019 года является заведующим кафедрой дерматовенерологии лечебного факультета РНИМУ им. Н. И. Пирогова.

## Научная деятельность
В 2005 году защитил кандидатскую диссертацию на тему «Патогенетическое лечение различных форм склеродермии с учётом данных иммунологического обследования, маркеров аутоагрессии и содержания половых гормонов», а в 2013 году — докторскую на тему «Склеродермия, ассоциированная со злокачественными новообразованиями (клинико-патогенетическое обоснование)». Проведённые А. С. Дворниковым исследования позволили признать системную и локализованную формы склеродермии заболеваниями с общим патогенезом, в основе которого лежат метаболические, функциональные нарушения, а также морфогенетическая дезорганизация соединительной ткани. Им создана патофизиологическая концепция патогенеза опухоль-ассоциированной склеродермии на основе интегральной информации о клиническом, иммунологическом, оксидантном, нейроэндокринном, психическом, эмоциональном и социальном аспектах заболевания, что в настоящее время позволяет оценивать прогноз течения склеродермии по данным индивидуального мониторинга и проводить необходимую коррекцию обследования.
Под руководством Антона Сергеевича выполнены и защищены 1 докторская («Поздние акушерские осложнения, ассоциированные с грамотрицательными бактериальными инфекциями. Патогенез, клиника, диагностика и профилактика», 2018) и 2 кандидатские диссертации («Тактические подходы к лечению больных с рецидивами базальноклеточного и плоскоклеточного рака кожи головы», 2020; «Значимость молекулярной аллергодиагностики в персонифицированном ведении больных атопическим дерматитом», 2021).

## Карьера
А. С. Дворников последовательно проходил обучение в качестве клинического ординатора, аспиранта, докторанта на кафедре кожных и венерических болезней лечебного факультета (ныне — кафедра дерматовенерологии лечебного факультета) РНИМУ им. Н. И. Пирогова и работал на ней на должностях ассистента, доцента, профессора. С 2019 года — заведующий кафедрой дерматовенерологии лечебного факультета РНИМУ им. Н. И. Пирогова, одновременно выполняя функции декана лечебного факультета РНИМУ имени Н. И. Пирогова (с 2013 года). Является самым молодым деканом в истории лечебного факультета РНИМУ им. Н. И. Пирогова. Академик РАН Скрипкин Юрий Константинович, по убеждению Дворникова, является его учителем и наставником. Именно Ю. К. Скрипкин был научным консультантом докторской диссертации А. С. Дворникова, а также инициатором начала его работы в качестве организатора здравоохранения московской дерматовенерологической службы.
С 2007 по 2011 год Дворников работал заместителем главного врача по медицинской части кожно-венерологического клинического диспансера № 1 ДЗМ (КВКД № 1 ДЗМ), в 2010 году исполнял обязанности главного врача КВКД № 1 ДЗМ.
А. С. Дворников является председателем учёного совета лечебного факультета РНИМУ им Н. И. Пирогова, членом Российского общества дерматовенерологов и косметологов (РОДВК), членом редакционной коллегии журнала «Лечебное дело», членом Европейской академии аллергологии и клинической иммунологии (EAACI).

## Публикации
А. С. Дворниковым опубликовано свыше 170 научных работ, в том числе разделы в национальных руководствах, учебно-методические пособия, статьи, в том числе более половины в журналах, входящих в перечень ВАК. Ниже представлен список некоторых научных работы с 2019 по 2021 год.
1. К 90-летию со дня рождения академика Юрия Константиновича Скрипкина (1929—2016) — выдающегося учёного, врача и педагога / А. С. Дворников, Г. С. Ковтюх, П. А. Скрипкина, П. И. Фалалеев — Лечебное дело — 2019 — № 2 — С. 97-104.
2. Оценка качества жизни больных псориазом: обзор современных исследований / А. Г. Пашинян, А. С. Дворников, Е. В. Донцова — Лечебное дело — 2019 — № 2 — С. 32-35.
3. Клинические особенности различных фенотипов атопического дерматита / Елисютина О. Г., Литовкина А. О., Смольников Е. В., Штырбул О. В., Феденко Е. С., Дворников А. С. — Российский аллергологический журнал — 2019 — № 4 — С. 24-29.
4. Клинический случай: удаление пролиферирующей пиломатриксомы СО2-лазером / Гайдина Т. А., Дворников А. С., Скрипкина П. А. — Вестник РГМУ — 2019 — № 6 — С. 110-3.
5. Сложности дифференциальной диагностики кожных проявлений при коронавирусной инфекции / Таирова Р. Т., Гайдина Т. А., Дворников А. С., Тазартукова А. Д., Лянг О. В. — Вестник РГМУ — 2020 — № 5 — С. 109-15.
6. Новообразования кожи: современные представления о неинвазивных возможностях и перспективах диагностики / Минкина О. В., Дворников А. С., Скрипкина П. А., Оганесян Л. В., Палагина В. С., Иванова К. С. — Профилактическая медицина — 2020 — № 6 — С. 120—128.
7. Технологический алгоритм в дерматологическом отделении многопрофильной городской больницы / В. Г. Донцов, Л. А. Новикова, Е. В. Донцова, А. С. Дворников, Л. Н. Борзунова — Лечебное дело — 2020 — № 4 — С. 48-53.
8. Возможности молекулярной аллергодиагностики в определении показаний к аллерген-специфической иммунотерапии аллергеном клещей домашней пыли и её эффективность у больных атопическим дерматитом / Штырбул О. В., Дворников А. С., Хаитов М. Р., Елисютина О. Г., Феденко Е. С. — Российский аллергологический журнал — 2020 — № 3 — С. 82-92.
9. Медикаментозные токсидермии: возможные причины, клинические проявления и подходы к ведению пациентов на догоспитальном этапе / В. Н. Ларина, Т. А. Гайдина, А. С. Дворников, К. Е. Назимкин — 2020 — № 11-12 — С. 745—751.
10. Дерматология и телемедицина: цели, преимущества и недостатки / Дворников А. С., Минкина О. В., Гребенщикова Е. Г., Введенская Е. В., Мыльникова И. С. — Вестник РГМУ — 2021 — № 4 — С. 5-10.

## Награды
- Почётная грамота Министерства здравоохранения Российской федерации (Минздрав России) (2015)
- Нагрудный знак «Отличник здравоохранения» (28 сентября 2020) — за заслуги в области здравоохранения и многолетний добросовестный труд.